# ノッカー・アップ

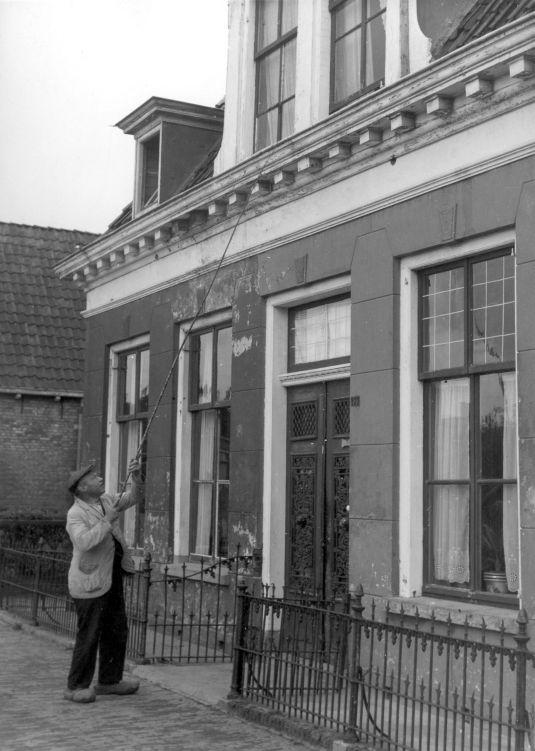
Knocker-up. 1947.

ノッカー・アップ（英語: knocker-up、或いはノッカー・アッパー英語: knocker-upper）とはかつてイングランドやアイルランドに存在した職業で、産業革命期に誕生して隆盛し精度の高い目覚まし時計が入手しやすくなった少なくとも1920年代終わりまで存在した。ノッカー・アップの仕事は睡眠から起こすことであり起こされた依頼者は時間通りに仕事に取り掛かれるようになった。
ノッカー・アップは棍棒や短くて重い棒で依頼者のドアを叩いたり、主に竹製の軽くて長い棒で高い階の窓を叩いたりしていた。中には豆鉄砲を使ったノッカー・アップもいたという。報酬として数ペニーが週給として支払われたと言われる。ノッカー・アップは依頼者が目を覚ましたことを確信するまで依頼者の窓から立ち去ることも無かったという。
また起こすための道具としてを「スナッファー・アウター」も使われていた。この道具は夕暮れに点灯させたガス灯を外に持ち出し夜明けの時に消灯するために必要だった。
マンチェスターのようなより巨大な産業都市で働く労働者が特に多かったため、一般的にノッカー・アップに携わったのは年配の男性と女性だったが、時には警察官が朝のパトロールの間に収入の足しにしようとノッカー・アップの仕事も行ったという。
チャールズ・ディケンズの「大いなる遺産」にノッカー・アップに関する簡単な説明が書かれていたり、スタンレー・ホートンが書いた戯曲「ヒンドル・ウェイクス」やモーリス・エルヴィ監督による映画版（同名）でもノッカー・アップが描かれている。
ポール・フリンによるミュージカル「ザ・ウィンド・ロード・ボーイズ」の冒頭にもノッカー・アップが登場し、子どもたちから掲示板にチョークで親が朝何時に起こしてほしいか書いてもらいそれに応じて窓をコツコツ叩いていた。